# Lehár EuroCity
A Lehár EuroCity a budapesti Keleti pályaudvar és Wien Hauptbahnhof között közlekedik irányonként napi 1 indulással. A vonatot a MÁV és az ÖBB üzemelteti (vonatszám: EC 147/340).

## Története
1979-1988 között expresszvonatként közlekedett (Lehár Expressz). Az 1988. május 29-ei menetrendváltáskor, Magyarországon elsőként került át az EuroCity vonatnembe. 1989-1995 között a vonat Déli pályaudvarra érkezett és onnan is indult. (EC 40/41 vonatszámon) A járat reggel indult Bécsből és délelőtt érkezett a Déli pályaudvarra, az ÖBB 1146 sorozatú, kétáramrendszerű mozdonyával. A MÁV V63 sorozatból a V63 047 és a V63 049 vitte pár hónapig a vonatot. Az 1995/96-os menetrendváltással a budapesti végállomása a Déli pályaudvar helyett Keleti pályaudvar lett. 2001-2009 között a vonat (Lehár Ferenc EuroCity) néven közlekedett.
Az 1999–2000-as menetrendben a vonat Sátoraljaújhelyről közlekedett a Keleti pályaudvar érintésével.
2008–2010 közötti időszakban a vonat menetrendi idejében railjet közlekedett, a Lehár új menetrendet és vonatszámot kapott (EC 40/41 helyett EC 968/969). 2010-től 2014-ig szünetelt, a 2014–2015-ös menetrendváltással újraindították.
2020. március 25-étől június 30-ig a koronavírus-járvány miatt ideiglenesen szünetelt. 2020. július 1-jétől újraindultak a nemzetközi vonatok. 2020. október 30-tól az EuroCity helyett gyorsvonat járt Budapest és Hegyeshalom között azonos vonatszámmal 2021. május 31-ig.

## Megállóhelyei
| Megállóhelyek               |
| --------------------------- |
| 1. Budapest-Keleti          |
| 2. Budapest-Kelenföld       |
| 3. Tatabánya                |
| 4. Győr                     |
| 5. Mosonmagyaróvár          |
| 6. Hegyeshalom              |
| 7. Wien Hauptbahnhof (Bécs) |

## Vonatösszeállítás
A vonatot a MÁV-START kétáramnemű villamosmozdonyai vontatják Budapesttől Bécsig, így elkerülhető a magyar-osztrák határon a mozdonycsere.

Vonatösszeállítás 2024. december 15-étől:
| Kocsiszám | Típus                                 |
| --------- | ------------------------------------- |
|           | MÁVRT 182 villanymozdony              |
| 415       | START Bbdpmz (másodosztályú többcélú) |
| 414       | START Bpmz (termes másodosztályú)     |
| 413       | START Bpmz (termes másodosztályú)     |
| 412       | START Bmz (másodosztályú fülkés)      |
| 410       | START Amz (első osztályú fülkés)      |

| Kocsiszám | Típus                                 |
| --------- | ------------------------------------- |
|           | MÁVRT 182 villanymozdony              |
| 410       | START Amz (első osztályú fülkés)      |
| 412       | START Bmz (másodosztályú fülkés)      |
| 413       | START Bpmz (termes másodosztályú)     |
| 414       | START Bpmz (termes másodosztályú)     |
| 415       | START Bbdpmz (másodosztályú többcélú) |